# 아이 인 더 스카이
《아이 인 더 스카이》(영어: Eye in the Sky)는 2015년 공개된 영국의 스릴러 영화이다. 개빈 후드가 감독, 가이 히버트가 각본을 맡았으며, 헬렌 미렌, 에런 폴, 앨런 리크먼, 바카드 아브디 등이 출연한다.

## 출연
- 헬렌 미렌 : 캐서린 파월 대령 역
- 에런 폴 : 스티브 와츠 중위 역
- 앨런 리크먼 : 프랭크 벤슨 장군 역
- 바카드 아브디 : 자마 파라 역
- 제레미 노덤 : 브라이언 우데일 역
- 이아인 글렌 : 외무장관 제임스 윌렛 역
- 피비 폭스 : 캐리 거슨 역
- 킴 엥겔브레트 : 루시 갈베즈 역
- 메건느 영 : 리지 역
- 칼 뷰크스 : 마이크 글리슨 병장 역
- 모니카 돌란 : 엔젤라 노스 역
- 리처드 맥케이브 : 조지 매서슨 법무장관 역
- 타이론 케오그 : 새미 역
- 바부 치세이 :무스타크 사딕 병장 역
- 다니엘 폭스 : 톰 벨라미 역
- 아이샤 타코 : 알리아 모우 알림 역
- 개빈 후드 : 에드 월시 중령 역
- 잭 로우랜즈 : 승무원 K. 무어 역
- 부시 쿠넨 : 모세 오위티 참모장 역
- 로베르토 메이어 : 래쉬드 하머드 역
- 제임스 알렉산더 : 이미지 분석가 역
- 존 헤퍼난 : 해럴드 웹 참모장 역
- 마이클 오키프 : 켄 스타니츠케 역
- 라리아 로빈스 : Ms. 줄리안 골드만 역

## 같이 보기
- 광차 문제